# Vloek van Tecumseh

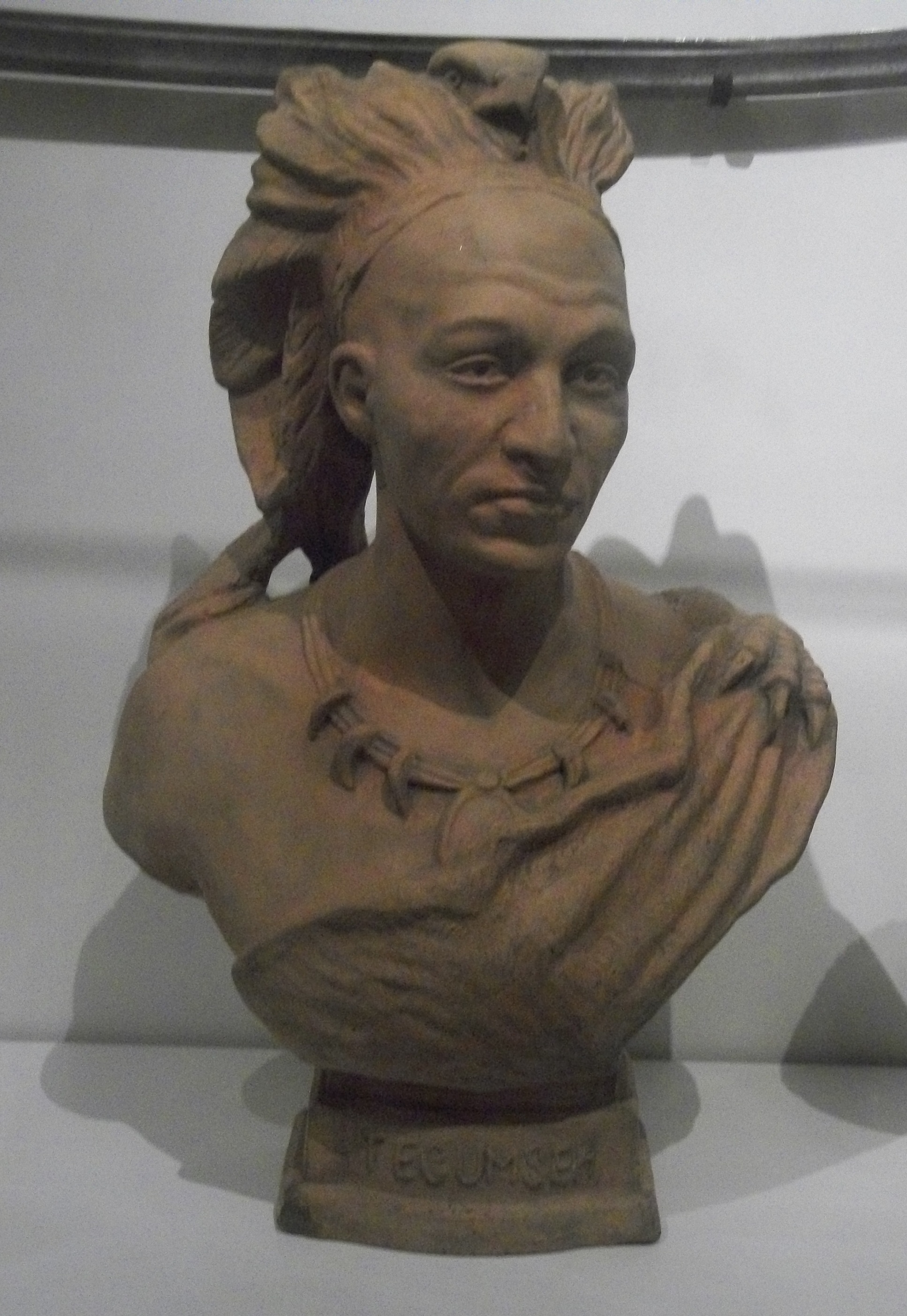
Buste (1896) van Shawnee chief Tecumseh door Hamilton MacCarthy (1846–1939), Royal Ontario Museum, Toronto

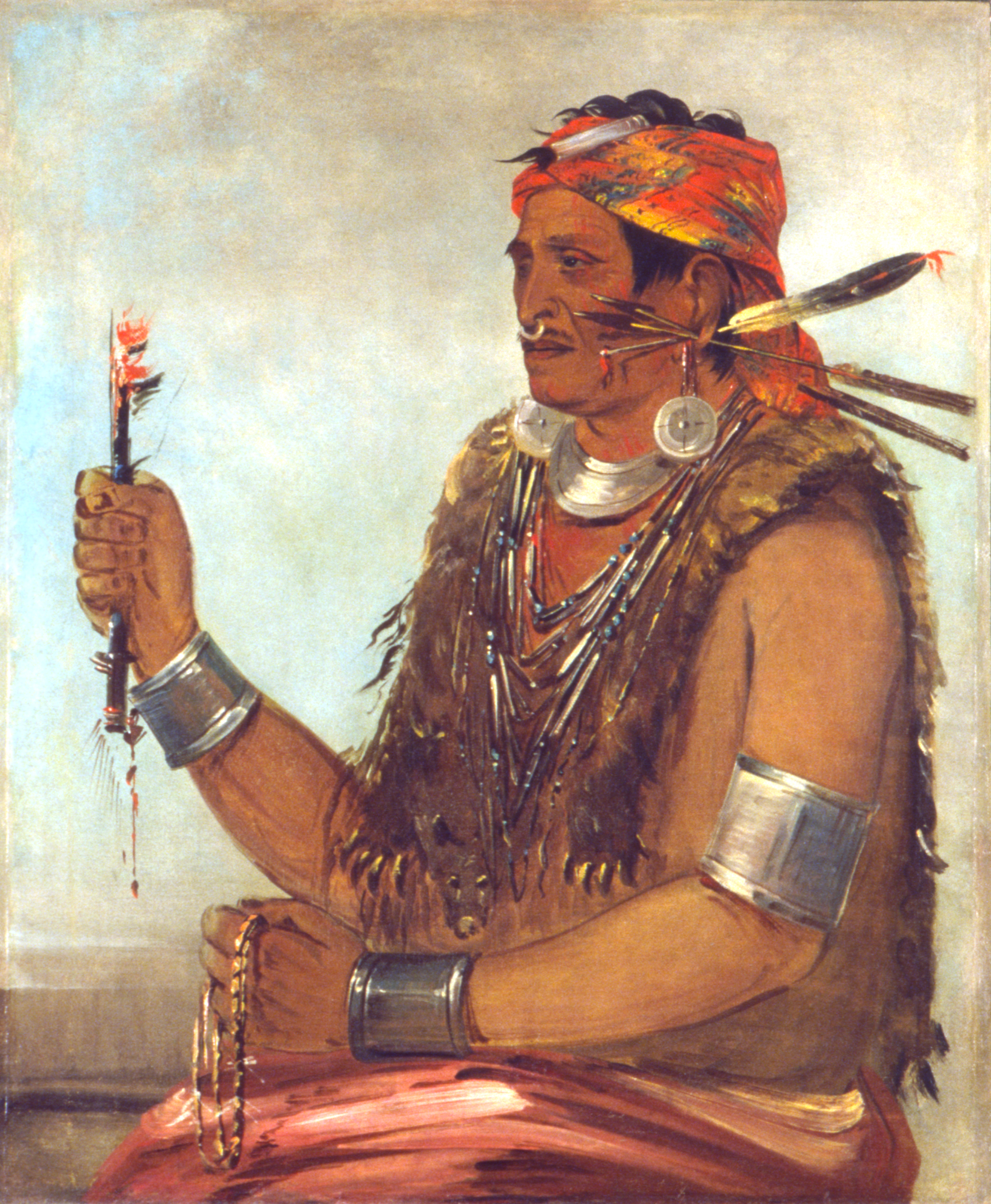
Tecumseh's broer, de profeet Tenskwatawa (ca. 1831), schilderij door George Catlin, Smithsonian American Art Museum, Washington

De Vloek van Tecumseh, Vloek van Tippecanoe of Zero-vloek is een verhaal dat in 1931 als een hoax in de pers is ontstaan, door toedoen van Robert Ripley in Ripley's Believe It or Not!: Elke president van de Verenigde Staten die sinds 1840 verkozen werd in een jaar dat een veelvoud van twintig was (d.w.z. een jaar dat een tienvoud was) zou binnen zijn ambtstermijn sterven.
In september 1980 werd deze bijgelovige opvatting voor het eerst in de pers voorgesteld (door Lloyd Shearer in Parade) als ware het een gevolg van een door Tecumseh's broer Tenskwatawa ("Hij die de deur opent") uitgesproken profetische vloek over William Henry Harrison en al de na hem komende presidenten. Harrison was ten tijde van de gewelddadige conflicten met de door Tecumseh en Tenskwatawa aangevoerde Indianen gouverneur van Indiana Territory, hij werd in 1840 gekozen tot president en overleed een maand na zijn inauguratie. Het uitspreken van de vloek zou bedoeld geweest zijn als wraak voor de dood van Tecumseh en voor de slag bij Tippecanoe, ook bekend als een van de twee slagen bij de Wabash.
Het overlijden van in een dergelijk jaar gekozen presidenten leek inderdaad meer dan 140 jaar lang het voorspelde patroon te volgen, totdat de in 1980 verkozen Ronald Reagan vanaf 1989 zijn ambtstermijn meer dan veertien jaar zou overleven.
Ook George W. Bush, gekozen in 2000, overleefde een moordaanslag.
De regel leek andersom op te gaan voor bijna alle presidenten die sinds 1840 tijdens hun ambtstermijn overleden, zeven van die acht waren namelijk verkozen in een jaar dat deelbaar was door twintig:
- William Henry Harrison (verkozen 1840), op 4 april 1841 overleden aan een of meerdere infecties
- Abraham Lincoln (1860), op 14 april 1865 (in zijn tweede termijn) neergeschoten door John Wilkes Booth en de volgende dag overleden
- James A. Garfield (1880), op 19 september 1881 overleden als gevolg van twee door Charles J. Guiteau op 2 juli toegebrachte schotwonden
- William McKinley (1900), op 14 september 1901 overleden als gevolg van twee door anarchist Leon Czolgosz twaalf dagen eerder toegebrachte schotwonden
- Warren G. Harding (1920), op 2 augustus 1923 overleden, waarschijnlijk aan een longontsteking
- Franklin Delano Roosevelt (1940 verkozen voor derde termijn), op 12 april 1945 (in zijn vierde termijn)  overleden aan een herseninfarct
- John F. Kennedy (1960), op 22 november 1963 overleden als gevolg van meerdere schoten door (zeer waarschijnlijk onder anderen) Lee Harvey Oswald.

Zachary Taylor overleed in 1850 binnen zijn ambtstermijn, maar was verkozen in 1848.
Na Kennedy zijn er tot nu toe (januari 2025) geen presidenten meer binnen hun ambtstermijn overleden, ook al waren ze wel in een "vervloekt" jaar gekozen. De presidenten die de vloek hebben ontkracht zijn Ronald Reagan (voor het eerst verkozen in 1980), George W. Bush (voor het eerst verkozen in 2000) en Joe Biden (verkozen in 2020). In tegenstelling tot Reagan en Bush was Biden tijdens zijn termijn nooit het doelwit van een moordpoging.
Eerder overleefden ook al Thomas Jefferson (1800) en James Monroe (1820) hun ambtstermijn, maar beiden stierven daarna toevallig op 4 juli, Independence Day, net zoals de in 1796 verkozen John Adams. Jefferson en Adams overleden zelfs exact op dezelfde 4 juli, namelijk in 1826.
Na de aanslag op Reagan op 30 maart 1981 (door John Hinckley jr.) was zijn vrouw Nancy gedurende zijn beide ambtstermijnen intensief astrologische hulp gaan zoeken.
Tenskwatawa (bijgenaamd "de profeet", hij werd door vele indianen als dusdanig gezien) werd in 1824 uitvoerig geïnterviewd door de etnograaf Charles Christopher Trowbridge, maar een door hem uitgesproken vloek is daarbij niet ter sprake gekomen.

## Galerij

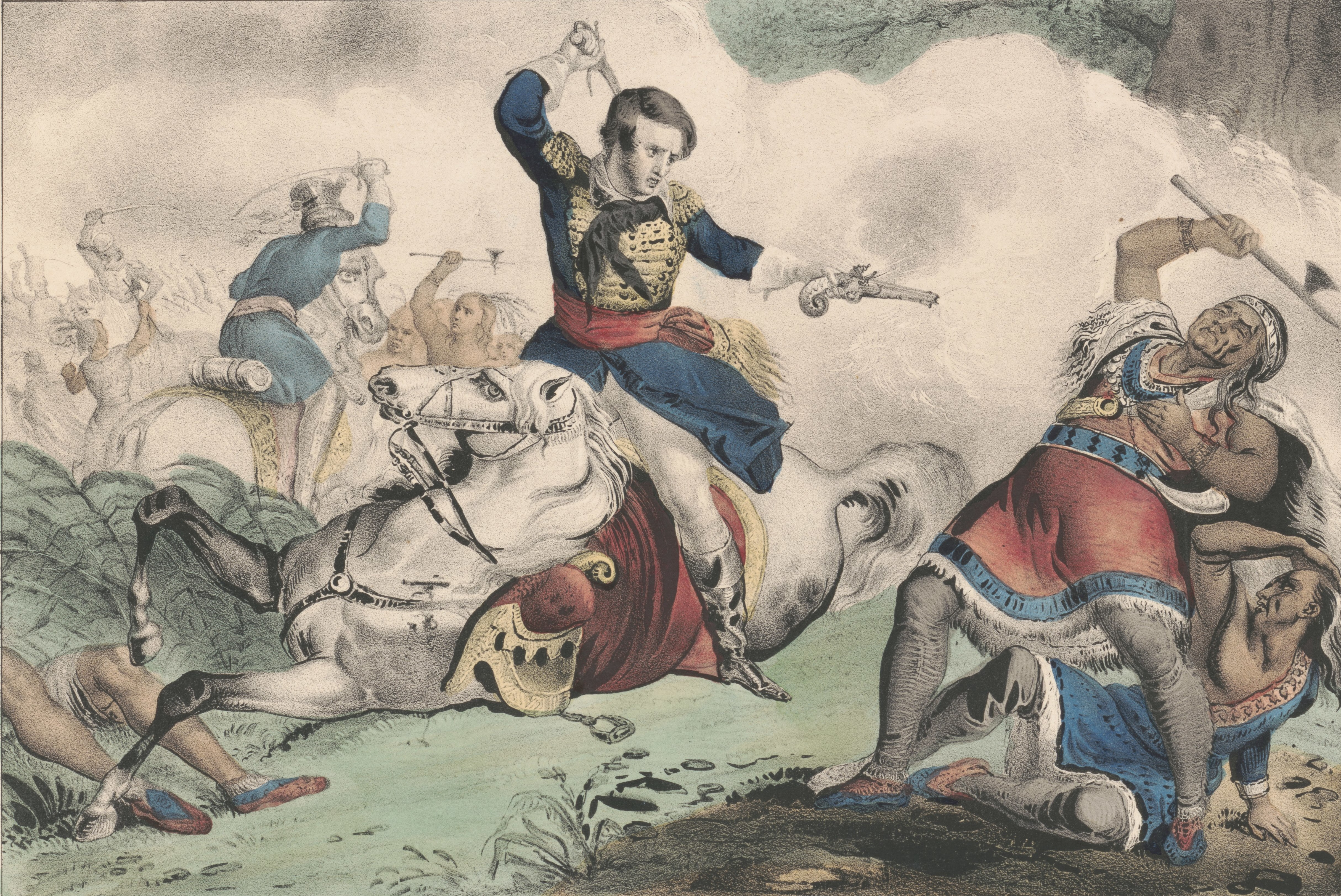
Tecumseh gedood door de latere vicepresident Richard Mentor Johnson in de Slag bij de Thames, 5 oktober 1813, handgekleurde  lithografie door Nathaniel Currier
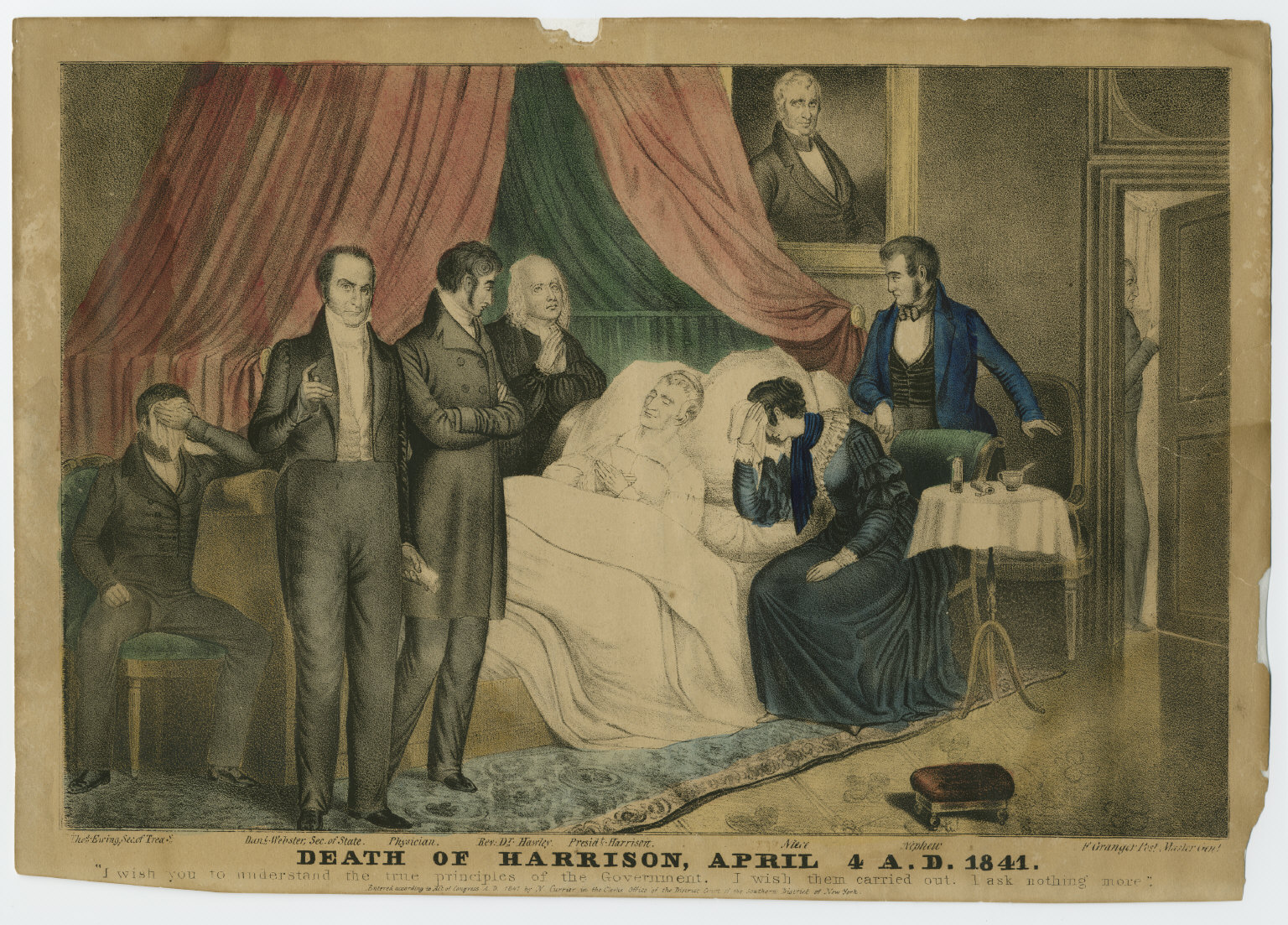
De dood van William Henry Harrison, 4 april 1841
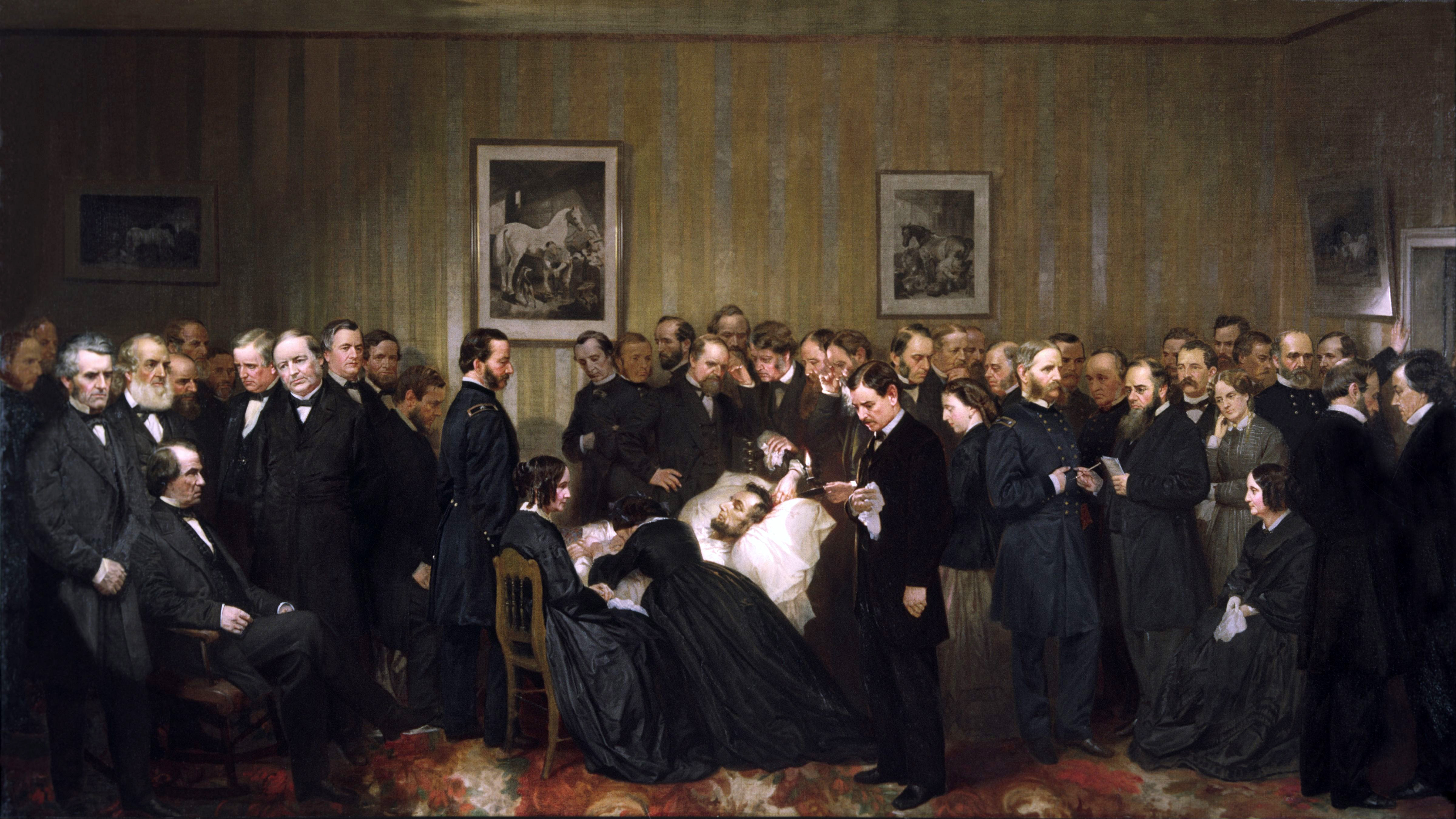
De stervende Abraham Lincoln, schilderij (1868) door Alonzo Chappel, Chicago History Museum
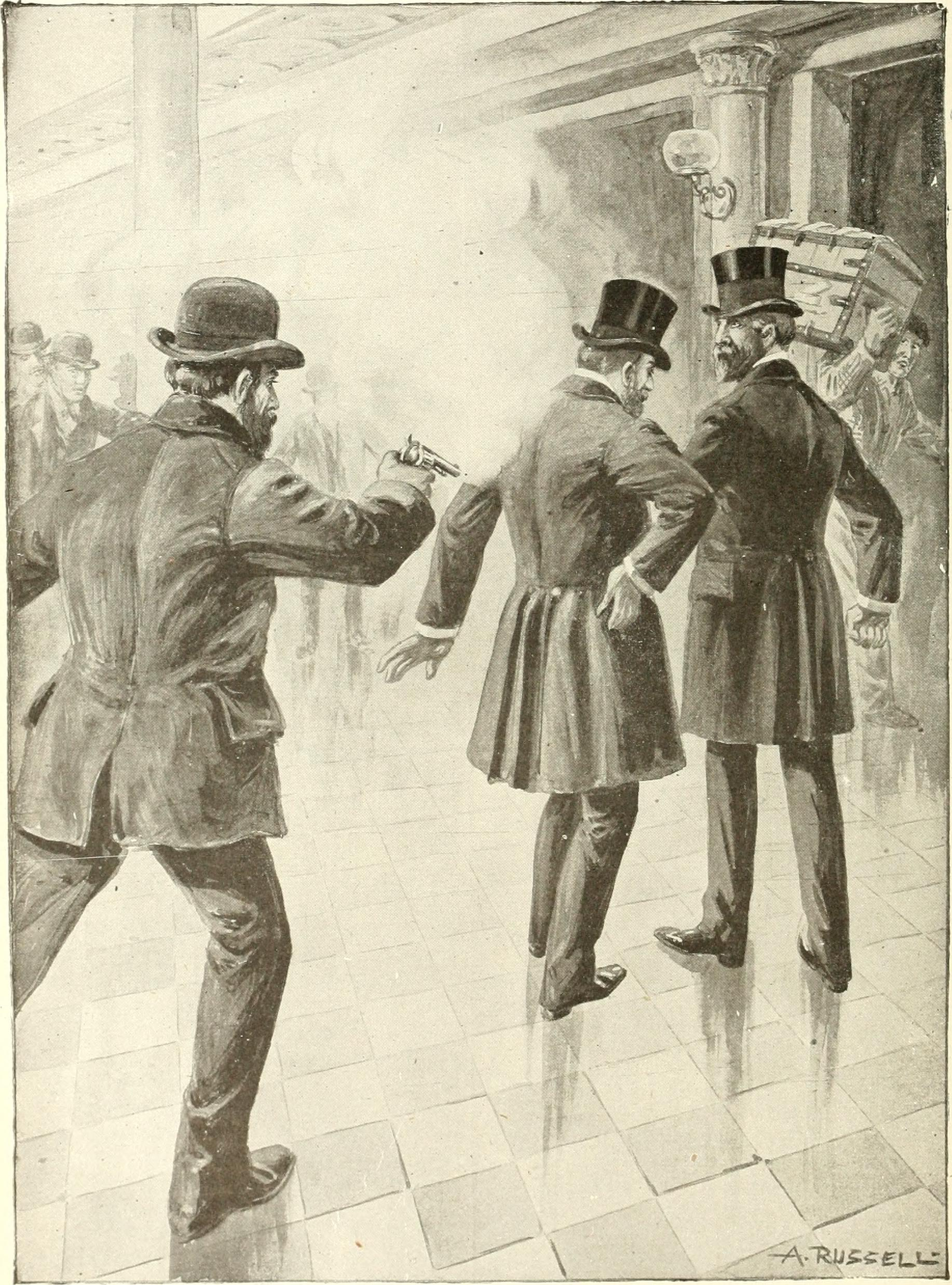
De moord op James Garfield, Ridpath's History of the World (1907)
William McKinley neergeschoten, illustratie La Domenica del Corrierre door Achille Beltrame
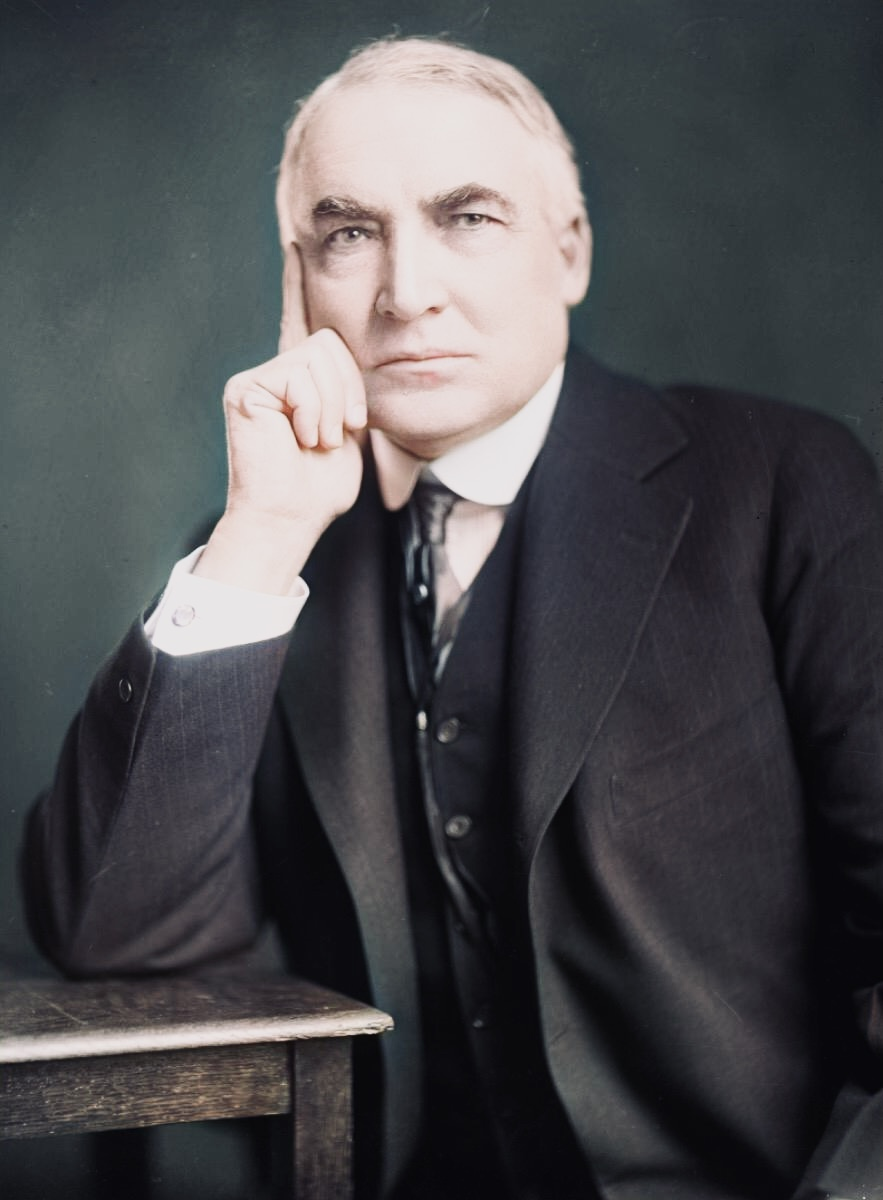
Warren Harding, ingekleurd portret
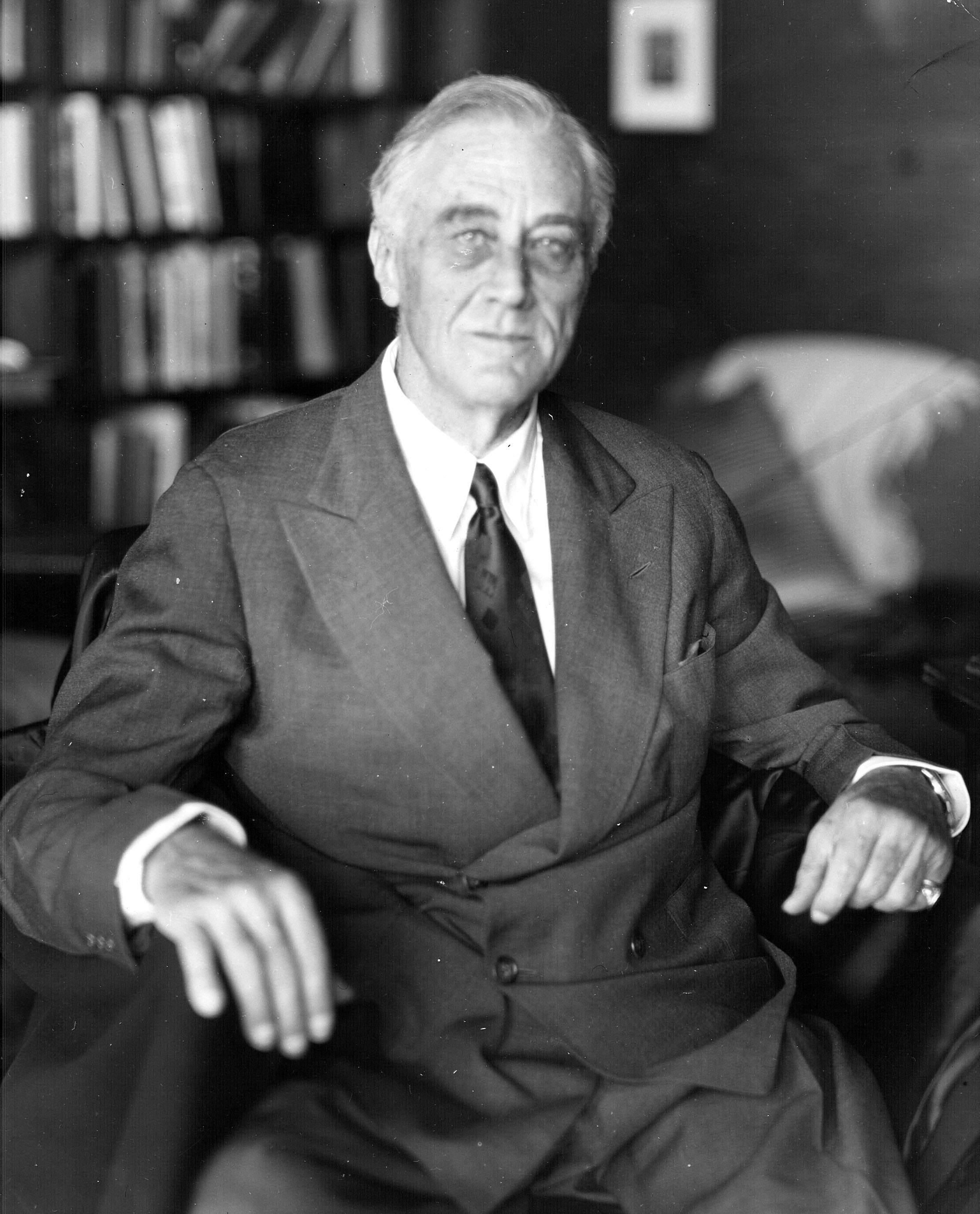
Franklin Delano Roosevelt op 11 april 1945, daags voor zijn dood
Kennedy grijpt naar zijn hals bij de eerste schotwond. Beeld nr. 230 van de Zapruderfilm